# Shahrestān di Sume'eh Sara
Lo shahrestān di Sume'eh Sara (farsi شهرستان صومعه‌سر) è uno dei 16 shahrestān della provincia di Gilan, in Iran. Il capoluogo è Sume'eh Sara (Sowma'eh Sara). Lo shahrestān è suddiviso in 3 circoscrizioni (bakhsh): 
- Centrale (بخش مرکزی)
- Tulem (بخش تولم), con capoluogo Marjaqal.
- Mirza Kuchak (Khan) Janghli (بخش میرزا کوچک جنگلی), con capoluogo Gurab Zarmikh.